# Västergötlands och Dals lagsaga
Västergötlands och Dals lagsaga (även kallad Västgöta-Dals lagsaga) var en lagsaga som omfattade de områden som ingår i dagens landskap Västergötland och Dalsland samt före 1552 Nordmarks härad i Värmland. Den ursprungliga lagen som användes var Västgötalagen. 

## Historik
Lagsagan benämndes först Västergötlands lagsaga. Lagmanslängden går tillbaka till 1000-talet, men de äldsta historiskt belagda lagmännen är från början av 1200-talet. Från 1552 till senast 1568 var lagsagan uppdelad i två:Älvsborgs läns lagsaga och Läckö slotts lagsaga. Under denna tid hörde Dalsland till Värmlands lagsaga men återbördades vid återsamlandet, då samtidigt Mo härad fördes till Smålands lagsaga.  Valle och Vadsbo härad låg 1570–1622 utanför lagsagan. 1593 fördes åter Dalsland till Värmlands lagsaga. Från 1606 utgjorde Skånings, Laske, Barne, Vilske. Vartofta, Kåkinds, Gudhems, Frökinds, Kinne, Kålands, Åse och Viste härader en egen lagsaga benämnd den övre lagsagan i Västergötland, vilka 1614 och 1618 återgick till Västergötlands lagsaga.  
1634 återfördes Dalsland till lagsagan som då samtidigt fick namnet Västergötlands och Dals lagsaga. 1718–1719 var lagsagan uppdelad i fem: Älvsborgs läns lagsaga, Vänersborgs läns lagsaga, Dalbo läns lagsaga, Skaraborgs läns lagsaga och Mariestads läns lagsaga. Mellan 1733 och 1749 var lagsagan uppdelad i två: Skaraborgs läns lagsaga och Älvsborgs läns lagsaga. 1842 överfördes flera härader från Älvsborgs län till Hallands lagsaga, Askims, Sävedals, Marks, Vedens, Bollebygds, Kinds, Redvägs, Ås, Gäsene och Kullings härader. Samtidigt uppgick Bohusläns lagsaga i denna, som då fick namnet Västgöta, Dals och Bohusläns  lagsaga.
Lagsagan avskaffades samtidigt med övriga lagsagor 31 december 1849. 

## Lagmän
- enligt Västgötalagens lagmanslängd
  - Karl av Edsvära 1130-talet (elfte i längden)
  - Algot Karlsson son till Karl av Edsvära
  - Önd från Grolanda socken
  - Nagle bror till Önd
  - Sigtrygg Algotsson sonson till Karl av Edsvära
  - Algot Sigtryggsson sonsonson till Karl av Edsvära
- 1217–1227: Eskil Magnusson (Bjälboätten), halvbror till Birger jarl
- omkring 1230: Gustaf (stående man i fotsid dräkt och kappa)
- omkring 1240: Folke (lejon och lilja)
- 1251–1253: Peter Näf
- 1260–1270: Gustaf Petersson (Lejon)
- 1270–1288: Algot Brynolfsson (Algotssönernas ätt)
- 1294–1305: Bengt Hafridsson (Bengt Hafridssons ätt)
- 1312–1313: Gudmar Magnusson (Ulvåsaätten)
- 1313–1339: Knut Magnusson
- 1344–1358: Algot Bengtsson (Algotssönernas ätt)
- 1366–1383: Lars Björnsson (en bjälke)
- 1396–1402: Erik Erlandsson (Sparre av Rackeby)
- 1409–1434: Gustaf Magnusson (Horshaga-ätten)
- 1434–1438: Knut Jönsson (Tre Rosor)
- 1440–1452: Bengt (Gunnarsson) Gylta
- 1454–1480: Ture Jönsson (Svarte skåning)
- 1481–1498: Lindorm Björnsson (Vinge)
- 1499–1529: Ture Jönsson (Tre Rosor)
- 1529–1541: Karl Eriksson (Gyllenstierna)
- 1540-1543: Gustaf Olofsson (Stenbock) till Torpa
- 1544-1549: Abraham Eriksson (Leijonhufvud)
- 1568–1597: Erik Gustavsson (Stenbock)
- 1597–1600: Axel Stensson (Leijonhufvud)
- 1603–1605: Jöran Eriksson (Ulfsparre), samt 1606–1612 i Nedre lagsagan
- 1606–1613: Seved Svensson Ribbing i Övre lagsagan
- 1618–1640: Gabriel Gustafsson Oxenstierna
- 1641–1652: Jöns Kurck
- 1652–1681: Magnus Gabriel De la Gardie
- 1681–1684: Gustaf Adolf De la Gardie
- 1684–1687: Carl Bonde
- 1687–1690: Jonas Schönberg
- 1690–1712: Germund Cederhielm den äldre
- 1718: Olof Gyllenborg
- 1719-1725: Olof Gyllenborg
- 1718-1719: Johan Rudberus i Vänersborgs läns lagsaga
- 1718-1719: Sven Dimberg i Dalbo läns lagsaga
- 1718-1719: Hans Georg Strömfelt i Mariestads läns lagsaga
- 1725–1733: Ulrik Christoffer Frölich
- 1749–1750: Göran Anton Albert von Knorring
- 1750–1752: Carl Hallenborg
- 1752–1755: David Göthenstierna
- 1755–1758: Johan Braunerhielm
- 1758–1761: Ture Ollonberg
- 1761–1770: Lars Stierneld
- 1770–1782: David Fredrik Hummelhjelm
- 1782–1796: Johan Adam Hierta
- 1796–1810: Carl Emanuel Eneroth
- 1810–1816: Georg Adolf Koskull
- 1816–1841: Johan Herman von Strokirch

Skaraborgs läns lagsaga
- 1718-1719: Eric Wrangel
- 1733-1749: Ulrik Christoffer Frölich

Älvsborgs läns lagsaga
- 1550–1555: Nils Knutsson Ribbing
- 1550–1558: Peder Andersson (Hjorthufvud)
- 1718-1719: Nils Silfverschiöld
- 1733-1749: Göran Anton Albert von Knorring

Läckö läns lagsaga
- 1550–1560: Bengt Bengtsson Gylta
- 1550–1558: Olof Pedersson (Örnfot)

Västgöta, Dals och Bohusläns lagsaga
- 1842–1849: Peter Holmertz